# Erik Larson
Erik Larson (født 3. januar 1954) er en amerikansk forfatter og journalist.

## Bøger på dansk
- I ondskabens have (In the Garden of Beasts), 2012.
- Djævelen i den hvide by (The Devil in the White City), 2012.